# Stravaganza
Stravaganza ist eine Romanreihe, die von der Kinderbuchautorin Mary Hoffman geschrieben wurde. Die Bücher spielen alternativ zwischen Islington, einem Ortsteil von London, und verschiedenen Städten in Talia, einer alternativen Version der Renaissance in Italien.
Die Reihe bestand ursprünglich aus einer Trilogie von Büchern: Stravaganza – Stadt der Masken (2002), Stravaganza – Stadt der Sterne (2003) und Stravaganza – Stadt der Blumen (2005). Die Popularität der Geschichten ermöglichte es, die Reihe um drei weitere Bücher zu erweitern: Stravaganza – Stadt der Geheimnisse (2008), Stravaganza – Stadt der Schiffe (2010) und Stravaganza – Stadt der Schwerter (2012).

## Schauplatz der Romane
Hauptkulisse für die Stravaganza-Reihe ist Talia, ein Land ähnlich der italienischen Renaissance, das im 16. Jahrhundert in einer Parallelwelt spielt. Unter außergewöhnlichen Umständen finden die Protagonisten der Serie die Möglichkeit, aus dem England des 21. Jahrhunderts nach Talia zu reisen. Das Land besteht aus 12 Hauptstadtstaaten, von denen die Hälfte von der mächtigen Familie di Chimici regiert wird, während die verbleibende Hälfte unabhängig bleiben will. Somit ist das stetige Streben der di Chimicis, ihren Machtbereich zu vergrößern, der Hauptkonflikt mit ihren Gegenspielern, den Stravaganza und ihren Verbündeten.

## Bedeutung der italienischen Städte
| Stadtstadt in Talia | Buch                     | Italienisches Equivalent |
| ------------------- | ------------------------ | ------------------------ |
| Bellezza            | Stadt der Masken         | Venedig                  |
| Remora              | Stadt der Sterne         | Siena                    |
| Giglia              | Stadt der Blumen         | Florenz                  |
| Padavia             | Stadt der Geheimnisse    | Padua                    |
| Classe              | Stadt der Schiffe        | Ravenna                  |
| Fortezza            | Stadt der Schwerter      | Lucca                    |
| Montemurato         | Stadt der Türme          | Monteriggioni            |
| Volana              | Stadt der Musik          | Ferrara                  |
| Bellona             | Stadt der Träume         | Bologna                  |
| Moresco             | Stadt der Meerjungfrauen | Pisa                     |
| Romula              | Stadt der Drachen        | Rom                      |
| Cittanuova          | Stadt des Feuers         | Neapel                   |

## Stravaganza – Stadt der Masken
Lucien Mullholland gerät durch einen Talisman in eine Parallelwelt. Er findet sich in Bellezza, einer Stadt, die an das Venedig des 16. Jahrhunderts erinnert, wieder. Dort ist von seinem Krebsleiden nichts mehr zu spüren und er hat sogar seine schwarzen Locken wieder.
In Bellezza trifft er die abenteuerlustige Arianna Gasparini, die ihn durch die Stadt führt und ihm den talianischen Namen Luciano gibt. Das Land Talia besteht aus zwölf Stadtstaaten, die unter der politischen Kontrolle von Mitgliedern der Familie di Chimici steht. Bellezza und vier weitere konnten bisher unabhängig bleiben. Schon bald trifft Lucien auf Signor Rodolfo, einen Stravaganti. Stravaganti sind Zeitreisende wie Lucien, die von der „normalen“ Welt nach Talia reisen, wenn dort gefährliche Ereignisse drohen. Lucien soll die Duchessa beschützen, die von Rinaldo di Chimici bedroht wird, da er und seine Anhänger, die bislang unabhängige Stadt Bellezza unter ihre Herrschaft zu bringen wollen. So gelingt es Lucien einen Anschlag auf die Duchessa zu verhindern. Doch anstatt die Attentäterin in den Kerker zu stecken, wird sie von der Duchessa begnadigt. Lucien erfährt von ihr, dass Arianna ihre Tochter ist, die sie zu ihrer beider Schutz von ihrer Schwester auf der Insel Torrone aufziehen ließ. Ein weiterer Anschlag auf die Duchessa folgt in Form einer Bombe, die jedoch nur das Double der Duchessa tötet. Da niemand von dem Double weiß und alle der Meinung sind, die Duchessa sei tot, beschließt diese, ihr Leben als Duchessa zu beenden und als normale Bürgerin weiterzuleben. Da sie bereits 25 Jahre lang Duchessa war, will sie nun ihr Leben genießen. Nur wenige wissen, dass die Duchessa noch am Leben ist, auch Lucien und Rodolfo. So wird Arianna als die Nachfolgerin der Duchessa ernannt. Bei der anschließenden Feier wird Lucien wird von einem Spitzel gefangen genommen und seines Notizbuches beraubt, sodass er nicht mehr nach Hause kann. Er wird so lange in Bellezza festgehalten, bis er in seiner Welt scheinbar an den Folgen seines wieder gewachsenen Gehirntumores stirbt und vollständig zu einem Bürger Talias wird. Bei seiner Beerdigung besucht Rodolfo, als Zeitreisender, Luciens Eltern, um ihnen sein Bedauern auszusprechen und bringt Lucien eine weiße Rose von seinem eigenen Blumenkranz mit, die von nun an sein Talisman ist, mit der er in seine alte Welt reisen kann.

## Stravaganza – Stadt der Sterne
Georgia O’Grady lebt in London und wird dort von ihrem Stiefbruder Russell tyrannisiert. Als sie in einem Antiquitätenladen die Figur eines geflügelten Pferdes kauft und mit ihr in der Hand einschläft, findet sie sich plötzlich in Remora wieder. Dort, im Bezirk des Widders, denn Remora ist in zwölf Bezirke aufgeteilt, die den Sternzeichen entsprechen, ist vor Kurzem ein geflügeltes Pferd geboren worden, was als gutes Omen für die bevorstehende Stellata, ein jährliches Pferderennen, gesehen wird. Aber es muss versteckt werden, da die anderen Bezirke das gute Omen ebenfalls besitzen wollen und die Besitzer des Tieres, der Stallmeister Paolo und sein Sohn Cesare befürchten, die di Chimici könnten es stehlen lassen. Georgia kann sich als Stallbursche Giorgio Gredi tarnen, da sie mit ihrem kurzen Haar eher einem Jungen gleicht. Trotz aller Vorsicht wird das geflügelte Pferd Merla von dem Spitzel Enrico Poggi für den Herzog Niccolo gestohlen.
Der Bezirk des Widders hat guten Kontakt zur Stadt Bellezza und unterstützt Lucien und die anderen Zeitreisenden. Georgia und Lucien freunden sich mit den jungen di Chimici-Prinzen Falco an, der seit einem Reitunfall stark gehbehindert ist und in seiner Welt keine Aussicht auf Heilung hat. Deshalb fasst er den Entschluss in Georgias Welt zu wechseln. In London bekommt Falco den Namen Nicholas Herzog und wird, weil er so tut, als habe er sein Gedächtnis verloren, zu den Eltern von Lucien gebracht, die somit glücklich sind, wieder einen Sohn zu haben. In Falcos alter Welt Remora, wird er bewusstlos mit einer Flasche Gift in der Hand gefunden, sodass alles auf einen Selbstmord hindeutet. Herzog Niccolo ahnt, dass die Stravaganti etwas mit dem Schicksal seines jüngsten Sohnes zu tun haben und droht Lucien mit Konsequenzen. Georgia gelingt es indes, Merla zu finden, sie zur Stellata zu reiten und das Rennen für den Widder zu gewinnen.
Zu Hause in London hatte sich Georgias Familie Sorgen um sie gemacht, da sie solange verschwunden schien. Als sie zurückkehrt, um Falco die Nachricht ihres Sieges zu überbringen, nimmt Russell ihr die Pferdfigur weg und behält sie ein Jahr lang, sodass sie nicht mehr nach Remora kann. Nachdem Georgia ihren Talisman wiederfindet, reist sie mit Falco in dessen Welt zurück, wo allerdings erst ein Monat vergangen ist. Dort findet gerade das Gedenkrennen von Prinz Falcos Tod statt und so nimmt Falco auf Merla an seinem eigenen Rennen teil, da die Ärzte in England sein verkrüppeltes Bein richten konnten. Der Herzog, dem auffällt, dass der Reiter auf Merla keinen Schatten hat, schwört, herauszufinden, was die Stravaganti mit Falcos Tod zu tun haben.

## Stravaganza – Stadt der Blumen
Aufgrund der groß angekündigten Hochzeiten der Familie di Chimici wird Giglia von politischen Intrigen erschüttert. Das muss auch Sky feststellen, den seine erste Zeitreise in ein dominikanisches Kloster geführt hat. Dieses ist für die Herstellung kostbarer Parfüme und Arzneien zuständig. Doch in manchen Flakons befindet sich keine Arznei, sondern tödliches Gift! Gemeinsam mit Lucien, Arianna, Georgia und Falco muss Sky das letzte, zwei Welten und Zeiten umspannende Machtspiel, entscheiden. Bei der Hochzeit gibt es jedoch einen fürchterlichen Angriff auf die vier Bräutigame, einer stirbt, zwei werden schwer verletzt. Auch die Duchessa wäre schwer verletzt worden, hätte sie nicht mit ihrer Zofe, Barbara die Kleider getauscht. Inzwischen macht Großherzog Niccolo di Chimici der Duchessa Arianna einen Heiratsantrag. Wenn Arianna aber annimmt, würde Belleza in die Hände der Chimici fallen und so lehnt Arianna den Antrag ab, zumal sie ihr Herz schon lange an Lucien vergeben hat. Dies teilt sie Niccolo auch mit, der nun, aus verletztem Stolz und aus Eifersucht, Luciano zum Duell herausfordert. Alles deutet auf einen Sieg für den Großherzog, denn der hat eines der Schwerter vergiften lassen, damit er Lucien einfacher töten kann. Doch Enrico tauscht in letzter Sekunde die Schwerter aus und nach einem Hieb von Lucien stirbt Großherzog Niccolo. Sein älterer Bruder, Fabrizio di Chimici, wird daraufhin neuer Großherzog von Tuchia. Lucien gesteht Arianna seine Gefühle und macht ihr einen Heiratsantrag, den sie mit Freuden annimmt.

## Stravaganza – Stadt der Geheimnisse
Die Stadt der Geheimnisse setzt die Geschichte von Luciano und Arianna fort. Die Handlung spielt in Padavia, neben Bellezza ein weiterer unabhängiger Stadtstaat von Thalia, wo Luciano studiert und sich gleichzeitig vor Fabrizio di Chimici, der den Tod seines Vaters rächen will, versteckt. Arianna besucht Luciano dort als Junge verkleidet. In der Padavia University trifft er auf einen anderen Stravagante aus der modernen Welt: Matt. Dieser ist zwar Legastheniker, aber äußerst intelligent und studiert nun an der Universität. Nicht nur die Unsicherheiten in Bezug auf seine Lesefähigkeit belasten Matts Leben, sondern auch die Entdeckung anderer Stravaganti. Es ergeben sich immer häufiger mehr Schwierigkeiten, als Matt bewältigen kann. Die di Chimici setzen ihre Versuche fort, Nordtalia unter ihrer Herrschaft zu vereinen und stehen außerdem kurz davor stehen, einen gefährlichen Durchbruch in die moderne Welt zu schaffen.
Neben den „alten“ Stravaganti Georgia, Nick Herzog (ehemals Falco di Chimici) und Sky aus den vorhergehenden Büchern, tauchen auch Cesare Montalbano, Guido Parola, Enrico Poggi und der Antiquitätenhändler Mortimer Goldsmith wieder auf. Außerdem sind Gaetano und Fabrizio (ehemals Luca) di Chimici sowie ihre Ehefrauen Francesca und Caterina di Chimici und ihre Schwester Beatrice auch in Stadt der Blumen mit dabei.
Der vierte Teil der Buchreihe ist in Deutschland im August 2008 erschienen.

## Stravaganza – Stadt der Schiffe
Isabel, mit dem Spitznamen Bel, hat ihr ganzes Leben im Schatten ihres, um zehn Minuten älteren, Zwillingsbruders Charlie verbracht. Isabel kann sich nicht mit ihrem Bruder vergleichen und vermeidet es, auf sich aufmerksam zu machen. Sie konzentriert sich auf ihr einziges großes Talent: die Kunst. Als sie jedoch mit einem Mosaikfragment aus Steinchen in die talianische Stadt Classe portiert wird, befindet sie sich in einer Welt mit Mosaiken, Piraten und Händlern. Während sich die Stadt gerade auf einen Angriff der Torbewohner aus dem Osten vorbereitet, erkennt Isabel, dass sie ein entscheidendes Element für die Verteidigung der Stadt ist. Sie will die Gelegenheit nutzen, endlich ihre wahren Stärken zu finden und ihren Bruder zu beeindrucken.
Stadt der Schiffe wurde bisher nicht in Deutsch veröffentlicht.

## Stravaganza – Stadt der Schwerter
Laura ist verzweifelt unglücklich und hat insgeheim auf Selbstverletzung zurückgegriffen. Als Laura einen kleinen mysteriösen silbernen Dolch findet und dieser sie nach Fortezza aus dem 16. Jahrhundert, einer Stadt ähnlich wie Lucca in Italien portiert, wird auch sie zu einer Stravagante. In Fortezza wird sie Schwertschmiedin und lernt sie den charmanten und attraktiven Ludo kennen und verliebt sich in ihn. Ihre Liebe zueinander wird auf die Probe gestellt, als Ludo Anspruch auf die Krone von Fortezza erhebt, den bislang Prinzessin Lucia innehatte. Da die anderen Stravaganti für die Prinzessin kämpfen, bringt Laura dies in argen Konflikt mit ihrer Loyalität.
Der Roman wurde am 5. Juli 2012 im Vereinigten Königreich veröffentlicht, ist aber noch nicht in Deutsch erschienen.

## Fortsetzungen
Die Reihe ist offiziell nicht abgeschlossen. Nach Aussage der Autorin gibt es zwölf Städte in Talia und sie „könne über jede einzelne einen Roman schreiben“. Dennoch erscheint eine Fortführung nach nunmehr 13 Jahren als fraglich. Zudem wurden bereits die beiden zuletzt erschienenen Bücher bisher nicht ins Deutsche übersetzt.

## Figuren
Die Charaktere sind nach geografischer Zuordnung gruppiert, entweder nach dem Stadtstaat, mit dem sie hauptsächlich verbunden sind, oder wann sie zum ersten Mal in der Serie auftraten.

### Lucien Mulholland / Luciano Crinamorte
Lucien lebt in London und ist an Krebs erkrankt. Als er ein wunderschönes Notizbuch bekommt, stellt sich dieses als Talisman heraus, der ihn jedes Mal, wenn er es beim Einschlafen in der Hand hält, nach Talia bringt – einer Italien-Version des 16. Jahrhunderts in einer Parallelwelt. So findet er sich plötzlich in Bellezza – einer talianinschen Stadt, die Venedig gleicht – wieder. Dort erlebt er eine Reihe von Abenteuern mit Arianna, seiner neuen Freundin und späterer Frau. Durch eine längere Gefangennahme stirbt er in seiner Welt und wird so zu einem Bellezzaner. Lucien wird von Dr. Dethridge und seiner Frau Leonora adoptiert, wodurch aus Lucien Mulholland Luciano Crinamorte wird.

### Arianna Maddalena Rossi
Das starrsinnige Mädchen möchte unbedingt Mandolier werden und bricht dabei ein Gesetz von Bellezza, welches allen Menschen, die nicht dort geboren wurden, verbietet, sich am Verbotenen Tag in der Stadt aufzuhalten. Da sie von der Insel Torrone stammt und in Belezza angetroffen wird, wird sie verhaftet. Doch später stellt sich heraus, dass sie wohl in Bellezza geboren ist, besser: Sie ist sogar die Tochter der Duchessa Silvia und deren heimlichem Mann Rodolfo Rossi! Diese erzählt ihr auch das Geheimnis ihrer Geburt und entgeht so einer Verurteilung. Später wird sie selbst Duchessa von Bellezza und Verlobte von Luciano (= Lucien).

### Rodolfo Claudio Rossi
Der Senator ist der engste Vertraute der Duchessa, die er auch liebt. Er ist der Mentor von Lucien, welchen er in die schwierige Kunst der Stravaganza einweiht. Außerdem ist er der Vater von Arianna, was er jedoch erst erfährt, als Silvia (die Duchessa) vermeintlich getötet wird. Später wird er Ariannas Regent.

### La Duchessa Silvia Isabella Bellini
Silvia kam im Alter von 20 Jahren auf den Thron und regiert seit 25 Jahren. Nach einer Reihe von Liebhabern verliebte sie sich in Rodolfo, von dem sie ein Kind, Arianna, bekam. Sie verschwieg es ihm und dem Rest der Welt jedoch, um für Ariannas Sicherheit zu garantieren. Sie kann zwei Attentaten entgehen, wobei zuletzt statt Silvia ihre Doppelgängerin getötet wird. Silvia fängt sie ein neues Leben in Padavia an. Doch sie besucht ihre Familie, Arianna und Rodolfo, oft.

### Dr. William Dethridge / Guglielmo Crinamorte
Der Begründer der Stravaganza flüchtete nach Bellona, als er in seiner Welt wegen Hexerei zum Tode „auf dem Scheiterhaufen“ verurteilt wurde. Er kommt nach Bellezza, um Rodolfo und Lucien zu helfen. Dabei verliebt er sich in Ariannas Tante Leonora, beide heirateten später. Das Paar adoptiert Lucien, als er in seiner Welt stirbt und nun in Talia „gefangen“ ist.

### Rinaldo di Chimici
Der remorische Botschafter will die Duchessa umbringen, um Bellezza (die einzige Stadt im Norden Talias, die nicht von den Chimici beherrscht wird) ebenfalls in die Hände seiner Familie zu legen. Als ein Attentat vermeintlich gelingt, will er seine Cousine Francesca zur Duchessa machen, was jedoch durch die Wahl Ariannas vereitelt wird.

### Enrico Poggi
Enrico ist Spitzel für Rinaldo di Chimici. Er ist es, der das tödliche Attentat auf die vermeintliche Duchessa ausführt. Nichtsahnend ermordet er stattdessen jedoch seine eigene Verlobte, Giuliana. Mit der Entführung Lucianos verursacht er auch den Tod Luciens in dessen Welt, wodurch dieser für immer zu einem Bellezzaner und Ziehsohn von Leonora und Giuliemo Crinamorte wird. Enrico stammt nicht aus Bellezza, war aber hierher gekommen, um eine junge Frau namens Giuliana zu heiraten. Nachdem ihm klar wird, dass er für ihren Tod verantwortlich ist, beendet er abrupt seinen Dienst bei der Familie di Chimici und drängt Luciano und den anderen Stravaganti seine Hilfe auf.

### Georgia O’Grady
Georgia lebt in London und wird durch die Figur eines geflügelten Pferdes nach Remora portiert. Dort muss sie sich, wegen ihres kurzen Haares, als Junge ausgeben und nennt sich Georgio. Sie hilft dem Bezirk des Widders, die Stellata zu gewinnen und Prinz Falco di Chimici in ihre Welt zu wechseln, damit die Ärzte hier sein krankes Bein heilen können. Später wird Falco der Adoptivsohn von Luciens Eltern und heißt Nicholas Herzog. Außerdem geht Georgia trotz des Altersunterschiedes eine Beziehung mit ihm ein.

### Niccolò di Chimici
Niccolò di Chimici war bis zu seinem Tod Hauptgegner von Lucien und der Duchessa. Er ist der Herzog von Giglia und der ältere Bruder von Ferdinando di Chimici, dem Prinzen von Remora und Papst Lenient VI. Er ist Vater von vier Söhnen, Fabrizio, Carlo, Gaetano und Falco, und einer Tochter, Beatrice. Er ist freundlich und loyal gegenüber seinen Freunden und seiner Familie, aber gefährlich gegenüber seinen Feinden. Als ehrgeiziger und rücksichtsloser Mann versucht er, alle Stadtstaaten Nordtalias unter der Herrschaft von di Chimici zu vereinen. Der Verlust seines Sohnes Falco treibt ihn noch mehr dazu, die Kontrolle über Bellezza zu erlangen und die Stravaganti zu vernichten, von denen er glaubt, dass sie für Falcos Tod verantwortlich sind. Er wird von Luciano in einem Duell in City of Flowers getötet.

### Falco di Chimici / Nicholas Herzog
Falco ist der jüngste Sohn des Herzogs Niccolo di Chimici. Seit einem Reitunfall ist sein Bein verkrüppelt und sein Vater will ihn ein Kirchenamt abschieben. Mit der Hilfe von Georgia vollzieht er die Transfiguration in ihre Welt, wo er bei den Eltern von Lucien wohnt und ihn die Ärzte heilen. Zusammen mit Georgia und Sky hilft er dabei, seinen eigenen Vater in einem Duell mit Luciano zu töten.

### Paolo Montalbani
Paolo ist Stravagante und der Reitmeister in Remora, wo er der letzte siegreiche Gewinner der Stellata war. Er ist Cesares Vater und mit Teresa verheiratet. Zusammen haben sie noch fünf weitere Kinder. Er wird nicht nur Georgiens Mentor, sondern auch eine Ersatzvaterfigur und versucht, ihr in ihrer schwierigen familiären Situation zu helfen.

### Cesare Montalbani
Cesare ist der älteste Sohn des Reitmeisters Paolo, aber kein Stravagant. Als bescheidener und leidenschaftlicher junger Mann, der seine Stiefmutter und Halbgeschwister liebt, wird er Georgiens Führer in Remora und liebt sie sehr. Als hervorragender Reiter wurde er ausgewählt, um nach fast zwanzig Jahren einen Sieg auf der Stellata zu erringen. Er besucht schließlich mit Luciano die Universität in Padavia.

### Mortimer Goldsmith
Mortimer Goldsmith besitzt in London eine Antiquitätenhandlung. Dort kaufen sich Georgia und Matt ihre Talismane, ohne jedoch zu ahnen, dass diese Gegenstände sie nach Talia bringen können. Mr. Goldsmith ist sehr freundlich, da er sowohl Georgia das geflügelte Pferd billiger verkauft als auch von Matt einen Büchergutschein im Tausch gegen das Buch annimmt. Vermutlich ist sein Geschäft der Ort für das Erscheinen von Talismanen in England.

### Gaetano di Chimici
Gaetano ist der dritte Sohn von Herzog Niccolò di Chimici. Er ist nicht gutaussehend, aber freundlich, charmant, ehrgeizig und daran interessiert, ein Gelehrter zu werden. Er kümmert sich sehr um seinen jüngeren Bruder Falco und wird ein vertrauenswürdiger Freund der Stravaganti und der Duchessa von Bellezza. Er ist das einzige Mitglied der Familie di Chimici, das die Wahrheit über den „Tod“ seines jüngeren Bruders kennt. Gaetano liebt seine Cousine Francesca von Bellona, die er letztendlich auch heiratet. Nach dem Tod seines älteren Bruders Carlo wird Gaetano Erbe des Titels des Prinzen von Remora.

### Ferdinando di Chimici (Papst Lenient VI.)
Ferdinando ist der jüngere Bruder von Herzog Niccolò. Er ist Papst Lenient VI und auch der derzeitige Prinz von Remora. Im Gegensatz zu seinem Bruder ist er ein guter Mann, aber im Allgemeinen willensschwach, trotzdem widerspricht er den Befehlen seines Bruders. Er ist nicht ehrgeizig und versucht, seine Position als Oberhaupt der Reman-Kirche mit angemessener Ehre aufrechtzuerhalten.

### Sky Meadows
Sky wohnt mit seiner Mutter in London. Sein Vater ist ein schwarzer Rockstar und seine Mutter leidet seit mehreren Jahren an CFS, sodass Sky sich um sie kümmern muss. Eines Tages findet er vor seiner Haustür einen blauen Parfümflakon, der ihn nach Giglia bringt, wo er zusammen mit den anderen Stravaganti für die Sicherheit der Besucher der Hochzeiten der di Chimici sorgen soll. In Talia ist Sky als „Celestino Pascoli“ bekannt, aber auch als „Bruder Tino“, da er die Verkleidung eines Franziskanermönchs annimmt und ein starkes Interesse an Kunst zeigt.

### Sandro
Sandro ist ein auf der Straße aufgewachsener Waisenjunge und wird zu Skys Führer in Giglia. Er war Lehrling von Enrico Poggi und hilft daher nicht nur den Stravaganti, sondern auch den di Chimici. Als er mit ansehen muss, wie Carlo di Chimici Davide Nucci tötet, wird Sandro nachdenklich. Er verbringt immer häufiger Zeit mit Bruder Sulien anstatt mit Enrico und betrachtet Sulien als Vaterfigur. So wird am Ende Novize in der Kirche St. Mary-under-the-Vines.

### Sulien Fabriano
Fratello Sulieno Fabriano (auch Bruder Sulien) ist Mönch der Marienkirche in Giglia und ansässiger Stravagante von Giglia. Als dominikanischer schwarzer Mönch, der die Apotheke der Kirche leitet, ist er Experte für Medizin und Gifte. Er ist Skys Mentor in Giglia und wird auch zur Vaterfigur für Sandro.

### Giuditta Miele
Giuditta ist ein erfahrener und angesehene Bildhauerin in Giglia, die beauftragt wurde, eine Statue der jungen Duchessa von Bellezza anzufertigen. Sie ist auch eine Stravagante und wird während Ariannas Aufenthalt in Giglia eine Art Vertraute von ihr. Als Künstlerin erkennt sie Skys künstlerisches Potenzial. Giuditta ist ein Nachkomme von Girolamo Miele, einem der größten Architekten in ganz Talia und dem älteren Bruder von Donato Miele, dem Bildhauer der bronzenen Sugar Fox-Statue in Padavia.

### Fabrizio di Chimici
Fabrizio ist Herzog Niccolòs ältester Sohn und Erbe des Titels Herzog von Giglia und Großherzog von Tuschia. Er teilt die politischen Ambitionen seines Vaters, aber seine Jugend und Unerfahrenheit verschaffen ihm nicht den nötigen Respekt der Anhänger der Familie di Chimici. Fabrizio ist davon besessen, den Tod seines Vaters zu rächen und die Geheimnisse der Stravaganti zu ergründen. Er ist zutiefst enttäuscht, dass seine Geschwister Gaetano und Beatrice ihn in dieser Hinsicht nicht unterstützen. Wie sein Vater liebt er seine Familie sehr und durch den Tod seiner Brüder Falco am Boden zerstört. Er liebt seine Frau Caterina von Volana und ihrer beider Sohn Falco Niccolò Carlo, der liebevoll den Spitznamen „Bino“ trägt, sehr.

### Matthew Wood
Matt ist Legastheniker. Trotzdem kauft er sich in Mr. Goldsmiths Antiquitätenladen ein altes Buch, da er auf seltsame Weise davon fasziniert ist. Als er mit dem Buch in der Hand einschläft, wacht er in Padavia auf. Dort hilft er in Constantins Druckerei, geheime Bücher herzustellen und die Kunst der Stravaganza vor den di Chimici geheim zu halten.

### Professore Constantin
Constantin ist Stravagant und Professor am Scriptorium der Universität von Padavia. Er ist wie die anderen Stravaganti ein Schüler von Dr. Dethridge. Er wird Matts Mentor und Lucianos Dozent für Rhetorik. Darüber hinaus ist Constantin ein Drucker und druckt heimlich verbotene Bücher zu Themen wie Okkultismus in einem geheimen Skriptorium in Padavia.

### Isabel Evans
Isabel bemüht sich, unbemerkt zu bleiben, damit sie nie mit ihrem älteren Zwillingsbruder Charlie verglichen wird und so fühlt sie sich oft vernachlässigt. Sie hat ein starkes Interesse an Kunst, einem der wenigen Bereiche, an denen ihr Bruder nicht interessiert ist. Sie gelangt nach Classe in Talia, nachdem sie einen roten Samtbeutel mit silbernen Steinchen gefunden hat. Als Stravagante wird Isabel durch ihre Abenteuer und die Unterstützung durch eine neue Gruppe von Freunden selbstbewusster, insbesondere wenn sie sich Sky nähert, an dem sie interessiert ist. Ihr neu entdecktes Selbstbewusstsein wird bei der Rettung der Stadt Classe vor einem Bündnis mit den Di Chimici auf die Probe gestellt. Isabel ist die erste Stravagante, die dank der Bemühungen von Dr. Dethridge mit einem Talisman in verschiedene Städte in Talia reist.

### Flavia
Die angesehene und wohlhabende Kaufmannsfrau Flavia lebt in der Stadt Classe und ist eine Stravagante. Sie ist Isabels Mentorin und mit zahlreichen Persönlichkeiten in Classe verbunden, darunter dem edlen Herzog Germano und dem Mosaikmacher Fausto Ventura. Flavia die die Eignerin der „Silver Lady“, eines Handelsschiff. Sie handelt mit vielen exotischen Waren, darunter Gewürze, Seide und Silbertessarae. Obwohl sie eine aufgeschlossene Frau ist, hat Flavia eine angespannte Beziehung zu ihrem Sohn Andrea.

### Andrea
Flavias Sohn Andres ist ein Pirat, was das angestannte Verhältnis der beiden zueinander zum Teil erklärt. Er mag die nei eingetroffene Isabel sofort, hat aber die unglückliche Angewohnheit, sie zu entführen, wenn sie sich treffen. Als mutiger Mann, dem die Gefahr anscheinend gleichgültig ist, arbeitet er sogar als Doppelagent für Classe und die Gate-Leute.

### Filippo Nucci
Filippo ist der einzige überlebende Sohn von Matteo und Graziella Nucci, deren Familie einst in Giglia lebte und die größten Rivalen von di Chimici waren. Seit dem Exil der Familie in Classe ist Filippo bestrebt einen nützlichen Beruf zu finden und kein Bankier zu werden wie sein Vater. Nach einer kurzen Zeit als Mosaikdesigner unter Fausto Ventura delegiert ihn Herzog Germano schließlich als Diplomat nach Bellezza. Obwohl er durch das Massaker während der Hochzeiten von di Chimici in der Stadt der Blumen schmerzhafte Verletzungen erlitten hat, nimmt er das der Familie di Chimici nicht weiter übel, da er starke Gefühle für Beatrice di Chimici hegt.

### Beatrice di Chimici
Beatrice, die einzige Tochter von Herzog Niccolò di Chimici und dadurch die Principessa von Giglia. Sie ist eine kluge, sanftmütige junge Frau und möchte, dass ihre Familie und andere friedlich leben, anstatt von ehrgeizigen Intrigen besessen zu sein. Während ihre Brüder verheiratet sind, ist sie zunächst zufrieden damit nicht gebunden zu sein. Mit dem wachsenden Wunsch ihres Bruders Fabrizio, den Tod des Vaters zu rächen und die Geheimnisse der Stravaganti zu lernen, wird Beatrice beunruhigt. Zudem soll sie nach Fabrizios Willen ihren Cousin Filippo von Bellona heiraten. Deshalb flieht sie nach Bellezza, wo sie in Arianna Rossi einen Verbündeten findet und ihre Beziehung zu Filippo Nucci allmählich erneuert wird.

### Germano Mariano
Germano Mariano ist der gewählte Herzog von Classe, ein angesehener und ehrenwerter Mann, der seit vielen Jahren über Classe herrscht und von seinen Bürgern sehr geliebt wird. Er und seine Frau Anna haben mehrere Kinder, die aber schon erwachsen sind und wenig Interesse an Politik zeigen. Seine Stadt und Bellezza sind eng miteinander verbunden, nicht nur weil sie von der Di-Chimici-Herrschaft unabhängige sind, sondern auch als Küstenstädte. Germano befindet sich in einer schwierigen Lage und möchte nicht nur seine Stadt, sondern auch ganz Talia vor der bevorstehenden Zerstörung schützen. Trotz des Chaos um ihn herum hilft er weiterhin anderen wie Filippo Nucci und Andrea, ihren Platz in der Welt zu finden.

### Laura Reid
Laura, in ihrer alten Welt unglücklich, ist durch einen kleinen mysteriösen silbernen Dolch als Stravagante in das Fortezza des 16. Jahrhunderts gelangt. Hier wird sie Schwertschmiedin und lernt den charmanten und attraktiven Vivoide kennen, in den sie sich schon bald verliebt. Laur gerät in einen Loyalitätskonflikt, als Ludo Anspruch auf die Krone von Fortezza erhebt und sie zusammen mit den anderen Stravaganti für die Prinzessin eintreten muss.

### Fabio della Spada
Fabio ist ein Schwertschmied aus Fortezza und Stravagante, der Lauras Mentor wird. Da die Stadt jedoch von der Familie di Chimici belagert wird und in einen Bürgerkrieg verwickelt ist, der das Ziel verfolgt die Herrschaft von Prinzessin Lucias über die Stadt wiederherzustellen, ist Fabio bald damit beschäftigt, Waffen für die Rebellenarmee zu schmieden.

### Ludovico Vivoide
Ludovico (Ludo) ist ein Cousin von Aurelio und Raffaella Vivoide und nur halb Manoush. Im Gegensatz zu den meisten Manoush, die dunkles Haar haben, zeichnet sich Ludo durch sein rotes Haar aus, was auf sein gemischtes Erbe zurückzuführen ist. Sein Vater ist angeblich ein di Chimici, den er aber zunächst nicht kennt. Seine Ankunft in Padavia erfolgt zum ungünstigsten Zeitpunkt, da der Gouverneur den Okkultismus einschließlich der Praktiken der Manoush verboten hat. Er kehrt zu seinen Cousins in Classe zurück und erkennt schon bald, dass Isabel ein Geheimnis hat. In City of Swords stellt er Lucias Anspruch auf die Krone von Fortezza in Frage und offenbart sich als unehelicher Sohn von Prinz Jacopo.

### Lucia di Chimici
Lucia ist die ältere Tochter von Jacopo dem Älteren, dem Prinzen von Fortezza. In City of Flowers heiratet sie ihren entfernten Cousin und den zweiten Sohn von Herzog Niccolo, Carlo, wird jedoch durch das Massakers nach den Hochzeiten von di Chimici zur Witwe. Sie kehrt nach Fortezza zurück und ist als Älteste von Jacopos zwei legitimen Töchtern seine Erbin. Obwohl sie mit dem Tod ihres Vaters schließlich zur souveränen Herrscherin von Fortezza erklärt wird, wird ihre Krone von Ludo und einer Fraktion bedroht, die keine Herrscherin unterstützt.

### Guido Parola
Guido Parola ist eine reformierte Attentäterin, die versucht hatte, Silvia zu töten, als sie Duchessa von Bellezza war. Er ist zwar von Geburt an edel, aber das Vermögen seiner Familie wurde von seinem entfremdeten älteren Bruder verschwendet. Er stimmte widerwillig zu, Silvia aus Geldnot zu ermorden, um seinen kranken Vater behandeln lassen zu können. Als die Duchessa ihn heimlich begnadigt, wird Guido ihr treuer Diener und Leibwächter, bis er sein Leben riskiert, um Arianna in der Stadt der Blumen zu retten. Für den Versuch, ihre Tochter zu retten, entlässt Silvia ihn aus ihrem Dienst und verspricht, seine Ausbildung in Fortezza zu finanzieren. Während der Stadt der Schwerter wird er Lucias loyalster Beschützer und entwickelt eine starke Beziehung zu ihr.

### Jacopo der Ältere
Er ist der Prinz von Fortezza, der Vater von Prinzessin Lucia und Bianca, der Herzogin von Volana. Er ist als freundlicher Mann bekannt, der seine Töchter sehr liebt und bereitwillig mit Rodolfo Rossi zusammenarbeitet, um den Opfern der Überschwemmungen in City of Flowers Nahrung und Wärme zu bringen. In seiner Jugend war er jedoch dafür berüchtigt, Donato Nucci ins Herz gestochen zu haben, als der junge Nucci Jacopos Schwester Eleanora beleidigte, als er anstatt bei ihrer Hochzeit zu erscheinen, eine andere Frau heiratete.

### Rinaldo di Chimici
Rinaldo wurde als Diplomat von di Chimici nach Bellezza gesandt und ist ein humorloser und körperlich unattraktiver Mann. Er wurde vom Familienoberhaupt beauftragt, Silvia, die Herzogin von Bellezza, zu überreden, sich einem Bündnis mit di Chimici anzuschließen. Nachdem mehrere diplomatische Versuche gescheitert sind, greift Rinaldo zu hinterhältigen Taktiken wie Mord und Entführung, um den Einfluss der di Chimici in Bellezza zu sichern. Nachdem dies scheitert verlässt er Bellezza und wird schließlich als Kaplan seines Onkels, Papst Lenient VI, eingesetzt, wo er schon bald in den Rang eines Kardinals aufsteigt. Er bleibt jedoch ehrgeizig und hinterhältig und versucht, die Geheimnisse der Stravaganti zu erfahren. Rinaldo ist der jüngere Bruder von Herzog Alfonso von Volana und der ältere Bruder von Caterina, der Frau von Fabrizio di Chimici.

### Francesca di Chimici
Francesca di Chimici ist Gaetanos Cousine. Sie ist eine schöne junge Frau und die Schwester von Filippo von Bellona. Sie tritt bereits in City of Masks in Erscheinung, wo sie Albani, einem älteren Stadtrat von Bellezzan heiratet, um als Bürgerin von Bellezzan für den Titel der Duchessa zu kandidieren. Als sie die Wahl verliert, fordert sie wütend eine Annullierung ihrer Ehe, die ihr am Ende von City of Stars gewährt wird. In Bellezza wird sie eine gute Freundin von Arianna Rossi und heiratet Gaetano in Stadt der Blumen.

### Aurelio und Raffaella Vivoide
Ein blinder Harfenspieler und seine Schwester Aurelio und Raffaella sind Manoush, ein wanderndes, romaähnliches Volk, das Talia durchstreift. Sie sind Verbündete von Luciano, Georgia und den anderen Stravaganti. Aurelio ist gegenüber den traditionellen Überzeugungen der Manoush hochmütiger und idealistischer, während Raffaella prakmatischer veranlagt ist.

### Vicky und David Mulholland
Vicky und David Mulholland sind Luciens Eltern in England. Vicky ist Geigenlehrerin und Georgia O’Grady gehörte zu ihren Schülern, bis sie nach Talia „reiste“. Nachdem Falco nach England wechselt, werden die Mulhollands zu dessen Pflegeeltern und betrachten ihn als zweiten Sohn. Die Mulhollands erfahren schließlich, dass Lucien in Talia lebt. Diese Offenbarung ist für Vicky dennoch beunruhigend, da sie weiterhin um ihren Sohn trauert. Vicky ist mit Matts Mutter und Celia Jones, der Mutter von Ayeshas Ex-Freund Jago, befreundet.

### Alice Greaves
Alice ist Skys Freundin in England und auch die beste Freundin von Georgia. Ihr Vater ist unglücklich in Skys Mutter verliebt. Alice ist im Prinzip auch eine Stravagante, reist aber nur einmal nach Talia. Sie betrachtet die parallelen Weltabenteuer ihrer Freunde mit Widerwillen, was allmählich einen Keil in ihre Beziehungen zu Sky und Georgia treibt.

### Ayesha
Ayesha ist Matts Freundin in England und eine enge Freundin von Isabel und Laura. Sie ist eine intelligente und attraktive junge Frau, die Matt unterstützt, obwohl dieser in Bezug auf ihre Beziehung häufig unsicher ist. Als Matt beginnt, sich regelmäßig mit Nicholas, Georgia und Sky zu treffen, fühlt Ayesha, dass er sich von ihr entfernt, aber wie Alice erfährt sie von Talia und dem Engagement ihres Freundes in dieser Parallelwelt. Ayesha unterstützt Matt, während er sein Doppelleben führt.

### Charlie Evans
Charlie Evans ist Isabels älterer Zwillingsbruder. Er ist nicht nur eine freundliche Person, sondern auch in vielen Bereichen des Lebens erfolgreich. Als Isabel stetig selbstbewusster und kontaktfreudiger wird, wird Charlie nicht nur misstrauisch, sondern macht sich auch Sorgen, da sie sich von ihm zu distanzieren beginnt. Seine Besorgnis gipfelt in einer zufälligen Stravagation nach Classe mit Isabels Talisman. Obwohl dies für beide fast zu einer Katastrophe führt und sie in ihre eigene Welt zurückzukehren müssen, ist Charlie fortan von Isabels Entschlossenheit und Fähigkeit beeindruckt. Er beschließt seine Schwester zu unterstützen, auch wenn er selber wenig Interesse an einer Rückkehr nach Talia hat.